# جناب سرگرد
جناب سرگرد (به هندی: Major Saab) فیلمی محصول سال ۱۹۹۸ و به کارگردانی تینو آناند است. در این فیلم بازیگرانی همچون آمیتاب باچان، اجی دیوگن، سونالی بندره، نفیسه علی، اشیش ویدیارتی، مشتاق خان، کولبوشان کارباندا ایفای نقش کرده‌اند.